# In Japan!
In Japan! – album koncertowy The Jackson 5 wydany w 1973 roku tylko w Japonii przez wytwórnię Motown. Sprzedał się w nakładzie około 1 milionów egzemplarzy na całym świecie.

## Lista utworów
| 1.  | "Introduction"/"We're Gonna Have a Good Time"                                 | 3:39  |
|     |                                                                               |       |
| 2.  | "Lookin’ Through the Windows" (Davis)                                         | 3:52  |
|     |                                                                               |       |
| 3.  | "Got To Be There" (Willensky)                                                 | 3:44  |
|     |                                                                               |       |
| 4.  | Medley: "I Want You Back"/"ABC"/"The Love You Save" (Corporation)             | 2:59  |
|     |                                                                               |       |
| 5.  | "Daddy’s Home" (Miller/Sheppard)                                              | 5:23  |
|     |                                                                               |       |
| 6.  | "Superstition" (originally by Stevie Wonder) (Wonder)                         | 3:17  |
|     |                                                                               |       |
| 7.  | "Ben" (Black/Scharf)                                                          | 2:54  |
|     |                                                                               |       |
| 8.  | "Papa Was a Rollin’ Stone" (originally by The Temptations) (Whitfield/Strong) | 3:59  |
|     |                                                                               |       |
| 9.  | "That’s How Love Goes" (Bowen/Bristol/Jones)                                  | 4:46  |
|     |                                                                               |       |
| 10. | "Never Can Say Goodbye" (Davis)                                               | 2:21  |
|     |                                                                               |       |
| 11. | "Ain’t That Peculiar" (originally by Marvin Gaye) (Moore/Robinson/Rogers)     | 5:28  |
|     |                                                                               |       |
| 12. | "I Wanna Be Where You Are" (Ross/Ware)                                        | 6:30  |
|     |                                                                               |       |
|     |                                                                               | 48:52 |
|     |                                                                               |       |